# APS-Film

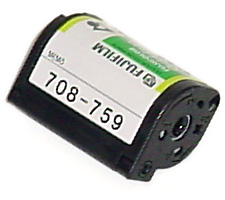
APS-Filmpatrone

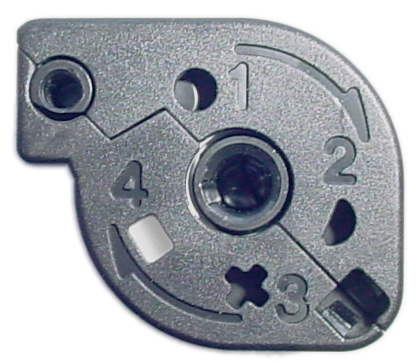
APS-Filmpatrone (Unterseite).1=unbelichtet,2=teilweise belichtet, 3=vollständig belichtet, aber nicht entwickelt, 4=entwickelt

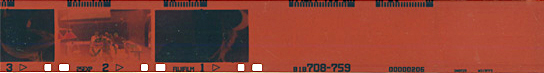
APS-Negativstreifen (normalerweise ständig in der Patrone)

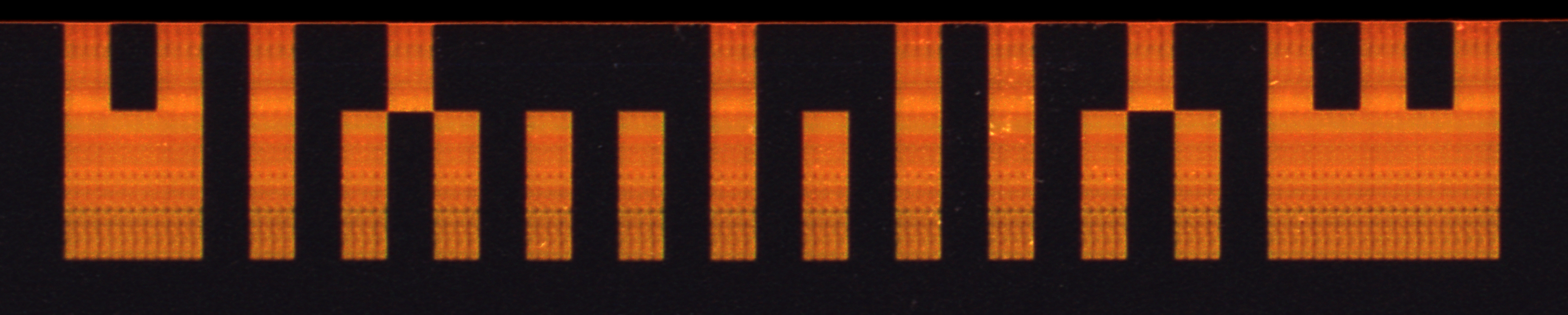
APS-Magnetstreifen für Aufnahmeparameter

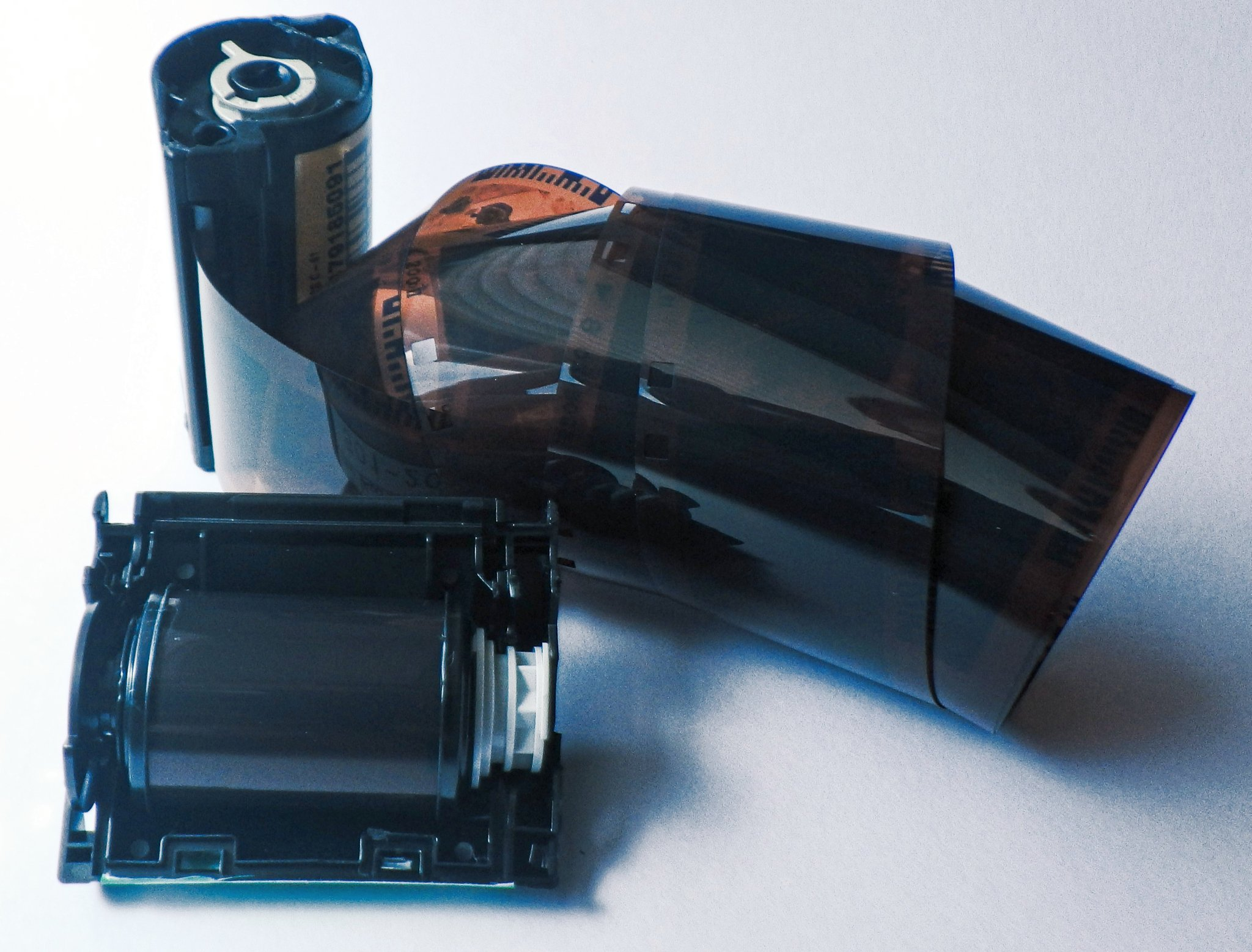
APS-Filmpatrone geöffnet

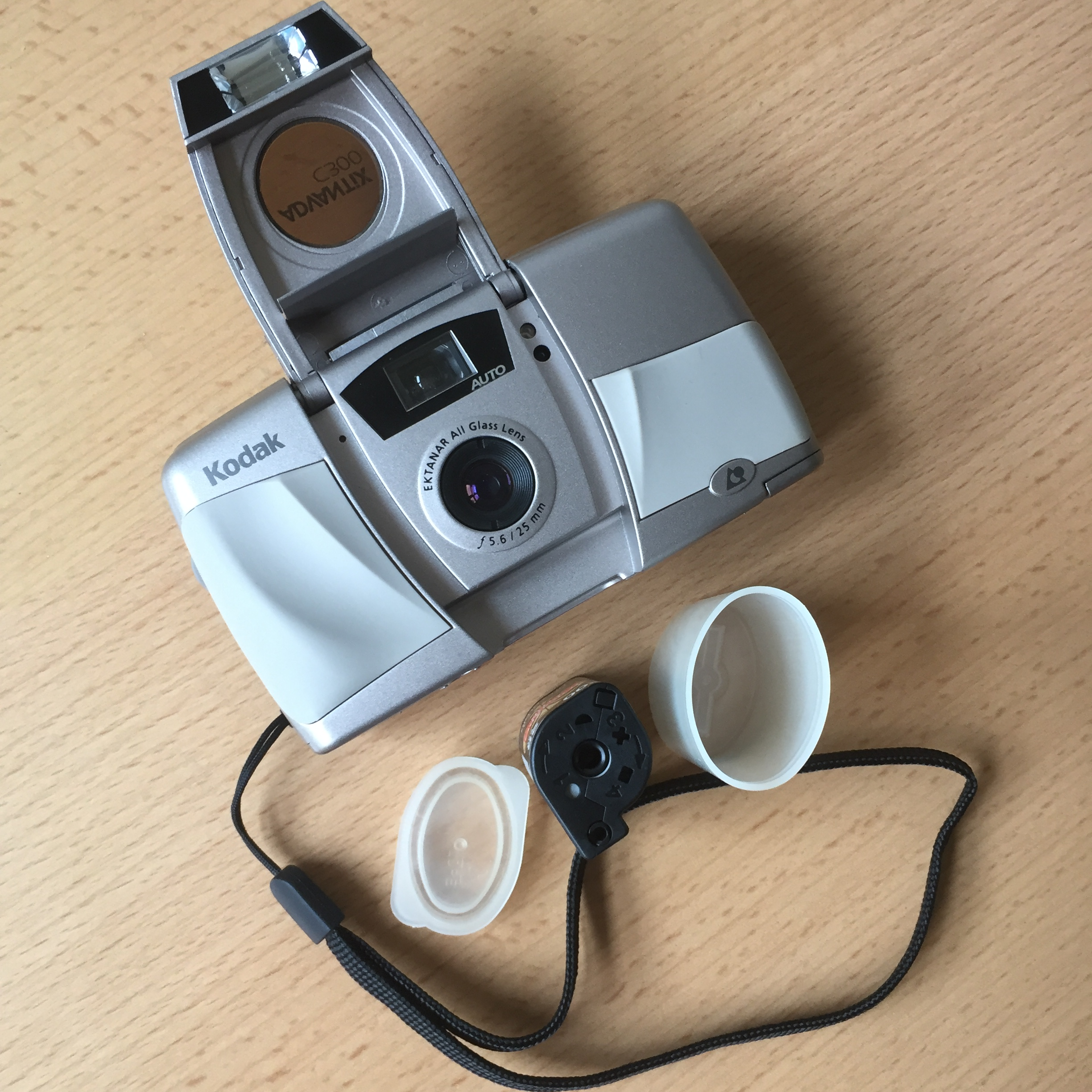
Kodak APS-Kamera C 300

Der APS-Film ist ein fotografischer Film, der in dem 1996 von den Kamera- und Filmherstellern Canon, Fujifilm, Kodak, Minolta und Nikon eingeführten Advanced Photo System (APS) verwendet wird.

## Merkmale
APS-Filme (Kodak-Typenbezeichnung IX240) unterscheiden sich deutlich von verbreiteten Filmmaterialien wie dem 35-mm-Film; sie bestehen aus einer geschlossenen Kassette, in welcher der eigentliche Film dauerhaft verbleibt; nur zur Belichtung, Entwicklung sowie gegebenenfalls zur Weiterverarbeitung wird das Trägermaterial herausgeführt.
Jede Filmkassette trägt eine vierstufige Filmstatus-Anzeige, die vier Zustände kennt: „unbelichtet“, „zum Teil belichtet“, „vollständig belichtet“ und „entwickelt“. Filme können damit nicht mehr doppelt belichtet oder gar unbelichtet zur Entwicklung gegeben werden.
APS-Filme werden in Konfektionierungen mit 15, 25 oder 40 Aufnahmen angeboten (bei 35-mm-Film sind Konfektionierungen von 12, 24 und 36 Aufnahmen üblich) und müssen in geeigneten Archivsystemen aufbewahrt werden.
Der Schichtträger ist beim APS-Film besonders dünn und die eingesetzten Filmemulsionen wurden, im Vergleich zu den bis dahin verfügbaren Kleinbildfilmen, verbessert.
Die Schärfe typischer APS-Filme ist sehr hoch (Angabe in Linienpaaren pro mm):
- 100 ASA: 200 Lp/mm (z. B. Kodak Advantix 100, Markteinführung Mitte 1998)
- 200 ASA: 175 Lp/mm (z. B. Kodak Advantix 200, Markteinführung Mitte 1998)
- 400 ASA: 160 Lp/mm (z. B. Kodak APS 400, Markteinführung Mitte 2000)
- 400 ASA: 115 Lp/mm (z. B. Konica VX 400, Markteinführung Mitte 1997)

Durch diese neuen, erheblich verbesserten Filmemulsionen wurde etwa ab dem Jahr 2000 sogar bei 400-ASA-Filmen ein Schärfe- und Auflösungsvermögen erzielt, das die meisten APS-Kameras auch mit Festbrennweiten nicht mehr ausreizen konnten.
Ebenfalls neu eingeführt wurde das Negativformat mit Abmessungen von 16,7 mm × 30,2 mm; der APS-Film selbst ist 24 mm breit.
Der APS-Film verfügt außerdem über optische und magnetische Datenspuren, die einen Datenaustausch zwischen Kamera, Film und verarbeitendem Labor möglich machen (IX, Information Exchange) und sowohl für eine Verbesserung der Bildqualität bei der Erstbestellung als auch eine gleich bleibende Qualität bei Nachbestellungen sorgen sollen.
Folgende Informationen werden bei einem APS-Film aufgezeichnet:
- Filmtyp,
- Filmlänge,
- Filmempfindlichkeit,
- Bildformat,
- Filmidentifikationsnummer,
- aufnahmespezifische Daten,
- gewählte Abzugsanzahl,
- vorgegebener oder individueller Titel.

Im Labor werden diese Daten zur Erzielung einer konstanten Bildqualität (PQI = „Print Quality Improvement“) ausgewertet; sowohl bei Erst- als auch bei Nachbestellungen wird das Bild in der definierten Anzahl, dem gewünschten Seitenverhältnis, dem entsprechenden Rückseitenaufdruck und dem „Index-Print“ hergestellt. Auf dem Index-Print befindet sich jeweils ein verkleinertes Bild von jedem Negativ, alle Negativnummern, das gewählte Bildformat sowie die Filmidentifikationsnummer. Die Magnetspur schafft darüber hinaus die Möglichkeit für verschiedene weitere Anwendungen, die jedoch in der Regel nicht genutzt werden.
Ein erst teilweise belichteter Film kann abhängig vom Kameramodell zurückgespult, aus dem Gerät entnommen, und später zur Fortsetzung der Belichtung erneut in die Kamera eingelegt und automatisch zum ersten noch nicht belichteten Bild vorgespult werden („Mid-Roll-Change“ bzw. „Mid-Reload“). Allerdings unterstützten nicht alle APS-Kameras diese Funktion.
Das Filmeinlegen wurde durch „Drop-In-Loading“ vereinfacht: die Filmkassette wird in das Kassettenfach der Kamera geschoben und das Fach verschlossen; die Kamera holt den Film dann automatisch aus der Kassette und spult ihn bis zum ersten noch nicht belichteten Bild vor. Sobald der Film voll ist, wird der Film automatisch wieder zurückgespult und kann sofort entnommen werden.
Vor jeder Aufnahme kann eins von drei verschiedenen Bildformaten („Print Aspect Ratio“) mit definierten Seitenverhältnissen gewählt werden; diese Auswahl wird auf dem Magnetstreifen des Films gespeichert und automatisch vom Labor beim Anfertigen von Abzügen berücksichtigt. Die auf APS-Film aufgezeichneten Aufnahmen nutzen immer das ganze APS-Negativformat; erst beim Ausbelichten wird die individuelle Ausschnittwahl wirksam. Auf einem Index-Print wird das aufgezeichnete Bild vollständig wiedergegeben, die Abmessungen des jeweils gewählten Ausschnitts werden jedoch gekennzeichnet. Folgende Formate können gewählt werden:
High-Definition-Format (H): Das auch als „Hollywood-Format“ bezeichnete H-Format bietet das an den Fernsehstandard HDTV angelehnte Seitenverhältnis von 16:9, nutzt das volle APS-Negativ und betont je nach Kamerahaltung Höhe oder Breite.
Classic-Format (C): Das Classic-Format bietet das auch bei Kleinbildfilmen übliche Seitenverhältnis von 3:2 und ist geeignet, wenn eine Konzentration auf ein bestimmtes Motiv gewünscht wird, zum Beispiel bei Porträts. Abzüge im C-Format nutzen nur 84 % der Negativfläche.
Panorama-Format (P): Das Panorama-Format bietet das superbreite beziehungsweise superhohe Seitenverhältnis von 3:1 und bringt weite Landschaften sowie langgestreckte Objekte besonders gut zur Geltung. Abzüge im P-Format nutzen nur 59 % der Negativfläche, gleichzeitig sind die Abzüge aber fast 70 % größer als die im H-Format.

## Filmmaterial
APS-Filme sind hauptsächlich als Farbnegativfilme auf den Markt gebracht worden. Zeitweise gab es von Kodak einen APS-schwarz-weiß-Film, der allerdings eine chromogene Entwicklung benötigte, also wie ein Farbfilm nach dem Prozess C-41 entwickelt werden musste. Fuji bot für eine gewisse Zeit einen Diafilm an. Mangels Nachfrage wurden solche selten benötigten Filme aber wieder aus dem Sortiment genommen. Mitte 2011 wurde die Produktion aufgrund geringer Nachfrage und der Insolvenz einer Zulieferfirma von Kodak und Fuji eingestellt.

## Verarbeitung
APS-Filme können in speziell ausgestatteten Labors verarbeitet werden. Fuji stellte 1996 Fotolabore mit den gesamten APS-Funktionen zur Verfügung. In kommerziellen Foto-Groß-Laboren verbreiteten sich die entsprechenden neuen Maschinen mit einem entsprechenden Funktionsumfang ab etwa 1998, also erst zwei Jahre nach Markteinführung. Zuvor waren nur die Grundfunktionen wie „Print Aspect Ratio“ unterstützt worden.

## Bedeutung
Das APS-Format konnte sich – abgesehen von Kleinstkameras, die von der geringeren Größe des APS-Films profitierten – am Markt nicht durchsetzen. Die geplante Ablösung des Kleinbildfilms durch das APS ist damit gescheitert, insbesondere bei professionellen Spiegelreflexkameras.
Seit der Dominanz von Digitalkameras verliert die analoge Fotografie (und somit auch das APS-Format) weiter an Bedeutung.
Die meisten Kamerahersteller haben ihre APS-Modellreihen zwischen 2001 und 2002 eingestellt oder lassen diese auslaufen. Die Produktion von APS-Filmen wurde Anfang 2011 eingestellt.
Die Größe des APS-Negativformats wurde bei sehr vielen Digitalkameras mit Wechselobjektiv als Sensorgröße übernommen. Diese Sensorgröße wird entsprechend APS-C genannt. Nur professionelle digitale Spiegelreflexkameras besitzen einen Vollformatsensor, dessen Größe dem eines Kleinbildnegativs entspricht. Dadurch verkleinert sich der  Bildwinkel eines Objektives an einer APS-C-Kamera im Vergleich zu einer Vollformatkamera. Siehe Formatfaktor.
Der APS-Film ist 24 Millimeter breit. Roger Field bekam ein Patent für die Verwendung von 24-mm-APS-Film für Laufbild, zum Beispiel für das Laufbildformat 22 mm × 12,4 mm (bisher nur für 35-mm-Film verwendet), für 16:9-Laufbildaufnahmen für Kino und Fernsehen.